# Hertug af Sussex
Hertug af Sussex er en britisk titel, der blev oprettet i 1801. Titlen er knyttet til  Sussex, der var et kongerige i den angelsaksiske tid. 
Prins August Frederik, der var søn af Georg 3. af Storbritannien og Charlotte-Sofie af Mecklenburg-Strelitz, var hertug af Sussex i 1801-1843. Da August Frederiks ægteskab ikke var lovligt, blev hans søn ikke hertug.     
Titlen blev givet til prins Harry i anledning af hans bryllup med Meghan Markle den 19. maj 2018. Prins Harry fik samtidig titlerne jarl af Dumbarton og baron Kilkeel .

## Arvefølge
- Prins Henry, hertug af Sussex (f. 1984) 
  - (1) Archie Mountbatten-Windsor (f. 2019)